# Liste der Nummer-eins-Hits in Norwegen (1981)
Diese Liste enthält alle Nummer-eins-Hits in Norwegen im Jahr 1981. Es gab in diesem Jahr zwölf Nummer-eins-Singles und elf Nummer-eins-Alben.
| Singles | Alben |
| --- | --- |
| - Barbra Streisand – Woman in Love - 11 Wochen (48/1980 – 6/1981) - Lars Kilevold – Livet er for kjipt - 5 Wochen (7/1981 – 11/1981) - Gyllene Tider – När vi två blir en - 3 Wochen (12/1981 – 14/1981) - Jannicke – Svake mennesker - 14 Wochen (15/1981 – 28/1981) - Jon English & Mario Millo – Mot alla vindar - 3 Wochen (29/1981 – 31/1981) - Jon English – Six Ribbons - 3 Wochen (32/1981 – 34/1981) - Beranek – Dra til hælvete / Balls & Calls - 1 Woche (35/1981) - Caramba – Hubba Hubba Zoot-Zoot - 4 Wochen (36/1981 – 39/1981) - Kim Carnes – Bette Davis Eyes - 1 Woche (40/1981) - Sheena Easton – For Your Eyes Only - 6 Wochen (41/1981 – 46/1981, insgesamt 7 Wochen) - Ottawan – Hands Up (Give Me Your Heart) - 2 Wochen (47/1981 – 48/1981, insgesamt 4 Wochen) - Sheena Easton – For Your Eyes Only - 1 Woche (49/1981, insgesamt 7 Wochen) - Ottawan – Hands Up (Give Me Your Heart) - 2 Wochen (50/1981 – 51/1981, insgesamt 4 Wochen) - Gary Holton & Casino Steel – Ruby (Don't Take Your Love to Town) - 4 Wochen (52/1981 – 2/1982) | - Barbra Streisand – Guilty - 9 Wochen (50/1980 – 6/1981) - John Lennon & Yoko Ono – Double Fantasy - 6 Wochen (7/1981 – 12/1981) - Finn Kalvik – Natt og dag - 7 Wochen (13/1981 – 19/1981) - Chris de Burgh – Eastern Wind - 10 Wochen (20/1981 – 29/1981) - Jon English & Mario Millo – Mot alla vindar - 1 Woche (30/1981) - Bruce Springsteen – The River - 6 Wochen (31/1981 – 36/1981) - Jon English – English History - 3 Wochen (37/1981 – 39/1981) - Kim Carnes – Mistaken Identity - 5 Wochen (40/1981 – 44/1981) - Frank Duval & Orchestra – Angel of Mine - 3 Wochen (45/1981 – 47/1981) - Gary Holton & Casino Steel – Gary Holton & Casino Steel - 2 Wochen (48/1981 – 49/1981) - ABBA – The Visitors - 7 Wochen (50/1981 – 3/1982) |
| | |

Siehe auch: Nummer-eins-Hits 1981 in  Australien, Belgien, Deutschland, Finnland, Frankreich, Irland, Italien, Japan, Kanada, Neuseeland, den Niederlanden, Österreich, Schweden, der Schweiz, Spanien, den Vereinigten Staaten und im Vereinigten Königreich.